# 胡應台
胡應台（1574年—1644年），字徵吉，号泰六，湖廣長沙府浏阳县軍籍，明朝政治人物。

## 生平
萬曆二十五年（1597年）丁酉科湖廣鄉試舉人，二十六年（1598年）戊戌科進士。大理寺觀政，授中书舍人，三十一年順天同考，三十三年行取，授兵部员外郎，三十六年（1608年）八月擢吏科给事中，本年巡视皇城四門，三十七年差巡青，三十八年會試同考，本年六月转兵科右给事，以直忤时相，次年出为江西左參議，分守湖東道，四十二年九月改督学副使。四十四年内擢通政司右參議，四十六年升太仆寺少卿，四十七年六月升巡抚应天地方，总理粮储提督军务，执法不阿。泰昌元年十二月，升兵部右侍郎兼都察院右佥都御史，总督两广，值白漕起釁，击伤代巡陈，几致揭竿。应台单骑抚定，两粤服其威信。晋南大司寇，以忤璫夺职。
崇祯间起南兵部尚书，改北刑部，以父老屡疏乞终养。崇祯朝官刑部尚书者十七人，或死或戍或除名，张忻降贼，独得善去者惟应台。后起户部尚书，值寇据郡邑，道梗未赴，俄闻国变，以忧愤卒，年七十一。侍经筵者四，传胪读卷者一，陪郊祀者再，推毂者再。

## 家族
曾祖胡大韶，祖胡廷黼，嘉靖三十八年进士，官廣東南雄府知府，父胡尚寧，俱赠資政大夫。子胡伯玉，以父蔭官至贵州安顺知府。